# دی ۴۲
دی ۴۲ (انگلیسی: The 42) ساختمان اداری ۶۵ طبقه مستقر در شهر کلکته، هند است، که در سال ۲۰۱۹ احداث گردید.